# Emanuel King
Emanuel King (Leroy, 15 agosto 1963) è un ex giocatore di football americano statunitense che ha militato nel ruolo di linebacker nella National Football League (NFL) e nella World League of American Football (WLAF).

## Carriera
Al college King giocò a football ad Alabama. Fu scelto dai Cincinnati Bengals nel corso del primo giro (venticinquesimo assoluto) del Draft NFL 1985. Vi giocò fino al 1988 con un primato personale di 9 sack nel 1986. Nel 1989 e 1990 militò nei Los Angeles Raiders e chiuse la carriera con i Montreal Machine della WLAF nel 1992. In seguito divenne un allenatore alle scuole superiori.

## Palmarès
- American Football Conference Championship: 1

Cincinnati Bengals: 1988